# Михайлов, Андрей (пловец)
Андрей Михайлов (рум. Andrei Mihailov, род. 31 октября 1980, Тирасполь) — молдавский пловец. Участник летних Олимпийских игр 2000 и 2004 годов.

## Биография
Андрей Михайлов родился 31 октября 1980 года в городе Тирасполь Молдавской ССР (сейчас в Приднестровье).
Начал заниматься плаванием в 1989 году. Тренировался в тираспольской СДЮШОР. Работал под началом Анатолия Молчанова (Обенлеха) и Кирилла Инаке.
В 2000 году вошёл в состав сборной Молдавии на летних Олимпийских играх в Сиднее. На дистанции 200 метров на спине занял 38-е место в квалификации, показав результат 2 минуты 6,07 секунды и уступив 4,99 секунды худшему из попавших в полуфинал Леонарду Коште из Бразилии.
В 2004 году вошёл в состав сборной Молдавии на летних Олимпийских играх в Афинах. На дистанции 200 метров на спине занял 34-е место в квалификации, показав результат 2.06,97 и уступив 5,78 секунды худшему из попавших в полуфинал Томоми Морите из Японии.
Дважды участвовал в чемпионатах мира. В 2003 году в Барселоне на дистанции 100 метров на спине занял 47-е место (58,67), на дистанции 200 метров на спине — 37-е (2.08,30). В 2005 году в Монреале на 100-метровке на спине стал 58-м (1.02,86).
Живёт в Канаде.